# لورا (استرالیای جنوبی)
لورا (به انگلیسی: Laura) یک شهرک در استرالیا است که در استرالیای جنوبی واقع شده‌است.